# برنار لو کوک
برنار لو کوک (فرانسوی: Bernard Le Coq‎؛ زادهٔ ۲۵ سپتامبر ۱۹۵۰) هنرپیشه اهل کشور فرانسه است. وی از سال ۱۹۶۷ تاکنون در بیش از ۱۵۰ فیلم بازی کرده است.

## گزیدهٔ نقش‌آفرینی‌ها
- سرمایه (۲۰۱۲)
- اسکیت کن یا بمیر (۲۰۰۸)
- پنهان (۲۰۰۵)
- ساقدوش (۲۰۰۴)
- گل رنج (۲۰۰۳)
- مرد من (۱۹۹۶)
- ون گوک (۱۹۹۱)
- سه مرد برای کشتن (۱۹۸۰)
- پزشک (۱۹۷۹)
- انبارهای سوخته (۱۹۷۳)
- خورشید در چشمان تو (۱۹۷۰)